# Georges Demenÿ
George Demeny (Douai, 1850 - Paris 26 de diciembre de 1917) fue un inventor francés, realizador y gimnasta.

## Biografía
En 1874, después de estudiar en Douai y Lille, llegó a París y se inscribió en el curso de fisiología Étienne Jules Marey , convirtiéndose rápidamente en uno de los colaboradores más cercanos del científico. Juntos establecieron un programa de investigación que conduciría a la creación de la ´Estación Fisiológica`, que se abrió en 1882 en el Bois de Boulogne. Demeny fue ayudante de Marey allí, y los dos investigadores produjeron un cuerpo considerable de trabajo, fotografiando el movimiento humano y animal, utilizando la fotografía secuencial, es decir,  cronofotografía.

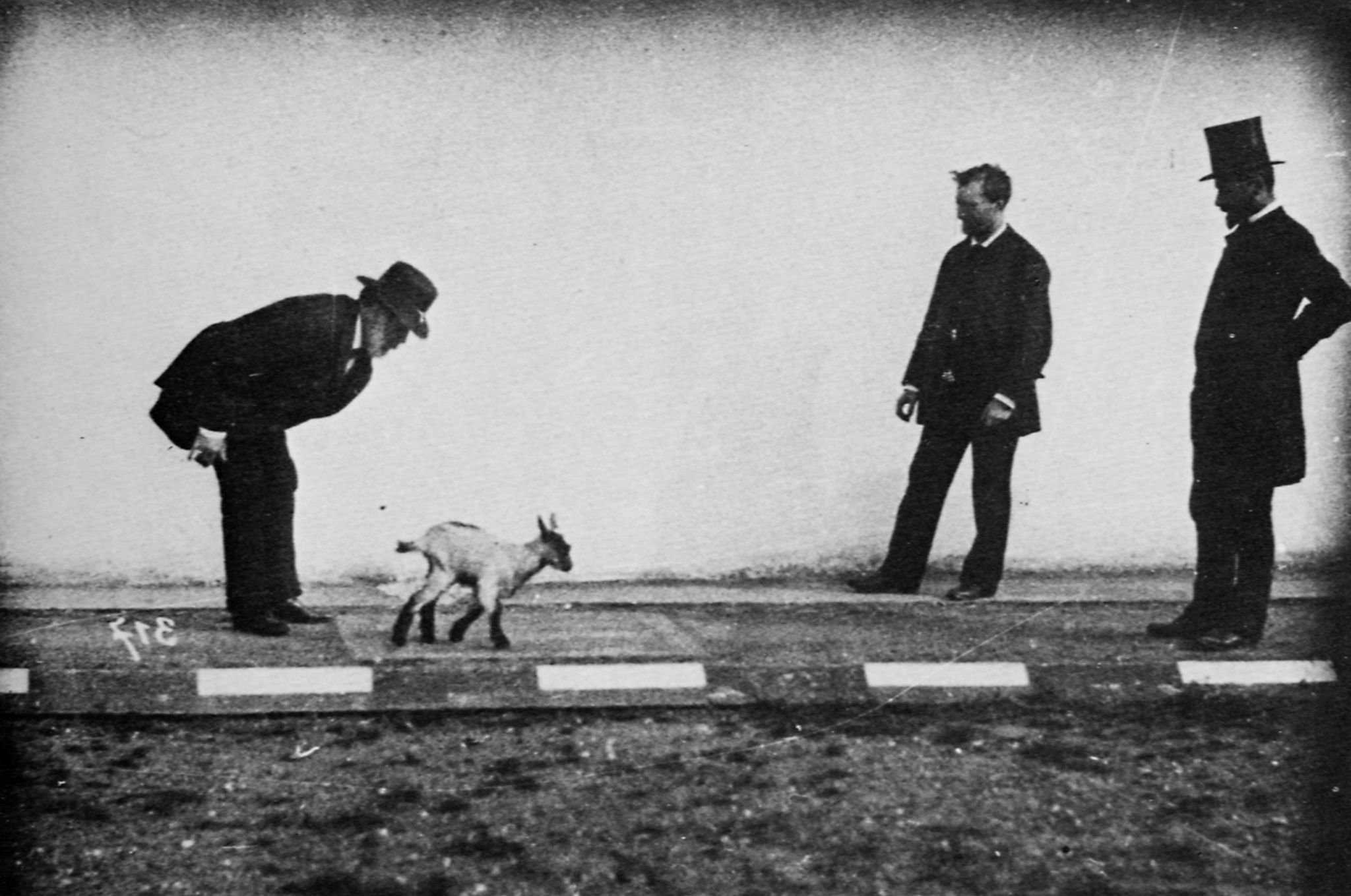

La carrera de Marey y Demeny realmente comenzó en 1888, cuando la cámara de Marey grababa en una cinta sensible a varias series de imágenes. Varios cientos de tiras de película (90 mm de ancho, alrededor de 1,20 metros de largo) se realizaron en la Estación, en Joinville y en Nápoles (donde Marey, a menudo lejos de París, era dueño de una casa). El 3 de marzo de 1892, Demeny presentó una patente para el Phonoscope , un aparato para discos de vidrio (42 cm de diámetro) con una serie de imágenes cronomatográficas en su circunferencia, que podría ser proyectado mediante una potente linterna Molteni. Después de que la Phonoscope se presentó con éxito en la Exposición Internacional de Fotografía de París (1892), Demeny soñaba con la comercialización de cronofotografía, y empujó a Marey para ordenar la fabricación de seis cámaras destinadas a la venta. La relación entre ellos se deterioró cuando Demeny formó, en diciembre de 1892, la Compañía Phonoscope. Marey se negó a cooperar en esta empresa, por lo que Demeny ideó su propia cámara, invento el mecanismo 'batidor' - utilizado en muchos proyectores posteriores - para mover la película.
En 1894 Demeny fue despedido de la estación Fisiológico. Se instaló en Levallois-Perret, calle Chaptal, donde hace unas cien escenas en Phonoscope: Bailarina de Cancan francés (Baile del Canan francés), Premiers pas de Bébé (Primeros pasos del bebe), y Passage du Train (Pase del ferrocarril). En diciembre de 1894, Louis Lumière visitó a Demeny que le mostró un diseño de un mecanismo de ´leva-y-garra’ de película en movimiento, pero Lumière no parece interesado.
El 22 de agosto de 1895, Demeny y Léon Gaumont firmaron su primer contrato, y en noviembre la Phonoscope (Bioscope cambiado el nombre) se puso a la venta. A principios de 1896, la cámara ´biógrafo’ con película de 60mm sin perforar también estaba en oferta. Proyección por medio de discos (Bioscope Phonoscope) ofreció un breve entretenimiento. La cámara biógrafo ya era arcaica en 1896, en contraste con los de Lumière o de Bedts, y máquinas de Demeny fueron un fracaso financiero. Sin embargo, Gaumont explotado al principio del movimiento batidor de Demeny con gran éxito, y Demeny confió a él la batalla financiera de la cinematografía, volviendo a su primera pasión, la gimnasia. En 1909 se publicó un folleto, Los orígenes del cinematógrafo, que describe de una manera torpe su parte en la invención del cine, pero sus reivindicaciones siempre fueron rechazadas por el 'Lumieristes' y los amigos de Marey. Solo hoy es posible entender el papel pionero desempeñado por Demeny en la comercialización de cronofotografía. A partir de 1892 sus "películas" tenían una gran variedad de tema, la brillantez y las imágenes animadas de la Phonoscope ya que representan el verdadero concepto de cine.